# Леопольд Ангальтский
Леопольд Фридрих Франц Эрнст Ангальтский (нем. Leopold Friedrich Franz Ernst von Anhalt; 18 июля 1855, Дессау — 2 февраля 1886, Канны) — наследный принц герцогства Ангальт.

## Биография
Принц Леопольд родился в Дессау и был старшим сыном наследного принца Фридриха Ангальт-Дессауского и его жены принцессы Антуанетты Саксен-Альтенбургской. По линии отца — внук Леопольда IV Ангальтского и Фридерики Вильгельмины Прусской, по матери — Эдуарда Саксен-Альтенбургского и Амалии Гогенцоллерн-Зигмаринген. После пресечения нескольких ветвей рода герцог ангальт-дессауский Леопольд IV объединил их земли и 30 августа 1863 принял титул «герцог Ангальтский». 22 мая 1871 года он скончался, и его единственный сын Фридрих унаследовал герцогство, а принц Леопольд был провозглашён наследником престола.
Осенью 1883 года принц Леопольд пытался свататься к принцессе Виктории, дочери прусского кронпринца Фридриха и великобританской принцессы Виктории. Однако его предложение было отклонено. Старший советник политического отдела МИД Германии Фридрих фон Гольштейн писал в апреле 1884 года:
Принцесса Виктория — или её мать — отказала наследному принцу Ангальтскому осенью прошлого года.
В конце декабря 1883 года наследный принц Леопольд обручился с принцессой Елизаветой Гессен-Кассельской, старшей дочерью в семье ландграфа Фридриха Вильгельма Гессен-Кассельского и принцессы Марии Анны Прусской. Узнав об этой помолвке, королева Виктория, которой дочь, видимо, не сообщила о неудачной попытке сватовства, писала:
Но я сожалею, что ты не можешь иметь его в резерве для Вики, если её надежды  могут быть не реализованы.

Пышная церемония бракосочетания Леопольда и Елизаветы состоялась 26 мая 1884 года в замке Филипсруэ. Императрица Мария Фёдоровна, которая приходилась невесте кузиной, писала: 
Всё было устроено с невероятным шумом и помпой, собрался весь Готский альманах, не успели мы приехать, как сразу же пошли процессией через весь дворец к большому залу, оборудованному под церковь, где и проходила церемония бракосочетания…
По случаю бракосочетания была выпущена памятная серебряная медаль, на аверсе которой был изображён портрет принца Леопольда и Елизаветы, смотрящих вправо и надпись по кругу «Leopold erbprinz v. Anhalt Elisabeth prinzessin v. Hessen», а на реверсе — под одной короной два герба герцогств Ангальт-Дессау и Гессен, связанные лентой с датой «26 мая 1884».
В 1885 году у супругов родилась дочь, принцесса Антуанетта (1885—1963), впоследствии вышедшая замуж за Фридриха Шаумбург-Липпского (1868—1945).
Через год после рождения дочери принц Леопольд неожиданно скончался в Каннах, так и не вступив на престол. Он был похоронен в семейном мавзолее, но позднее перезахоронен в общей безымянной могиле. Принцесса Елизавета более не вступала в брак и скончалась в 1955 году, пережив супруга почти на 70 лет, и была похоронена рядом с дочерью в Дессау на кладбище Цибигк.

## Награды
- Династический орден Альбрехта Медведя
- Династический орден Вендской короны (17 апреля 1877)